# Todiramphus chloris
El alción acollarado (Todiramphus chloris) es una especie de ave coraciforme de la familia Halcyonidae que habita en Asia y Oceanía. Se extiende desde el mar Rojo por el sur de Asia y Australasia hasta la Polinesia. Es una especie muy variable y existen unas 50 subespecies.

## Descripción

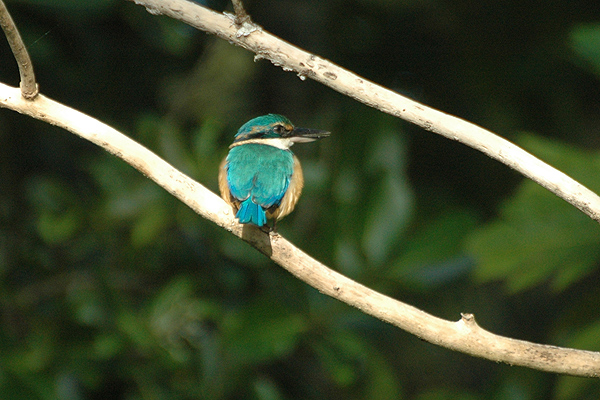
Hembra en Fiyi.

El alción acollarado mide de 22 a 29 cm de largo y pesa entre 51 y 90 g. La coloración del plumaje de sus partes superiores varía del azul al verde, mientras que la de sus partes inferiores oscila entre el blanco y el anteado. Tiene una franja blanca alrededor del cuello que le da su nombre común. Algunas subespecies tienen una lista superciliar blanca o crema y otras tienen una mancha entre el pico y los ojos. Suenen tener una lista negra que atraviesa los ojos. Su gran pico es negro con la base de la mandíbula inferior amarillenta. 
Las hembras tienden a ser más verdosas que los machos. Los juveniles tienen colores más apagados que los adultos y suelen presentar escamado oscuro en el cuello y el pecho.

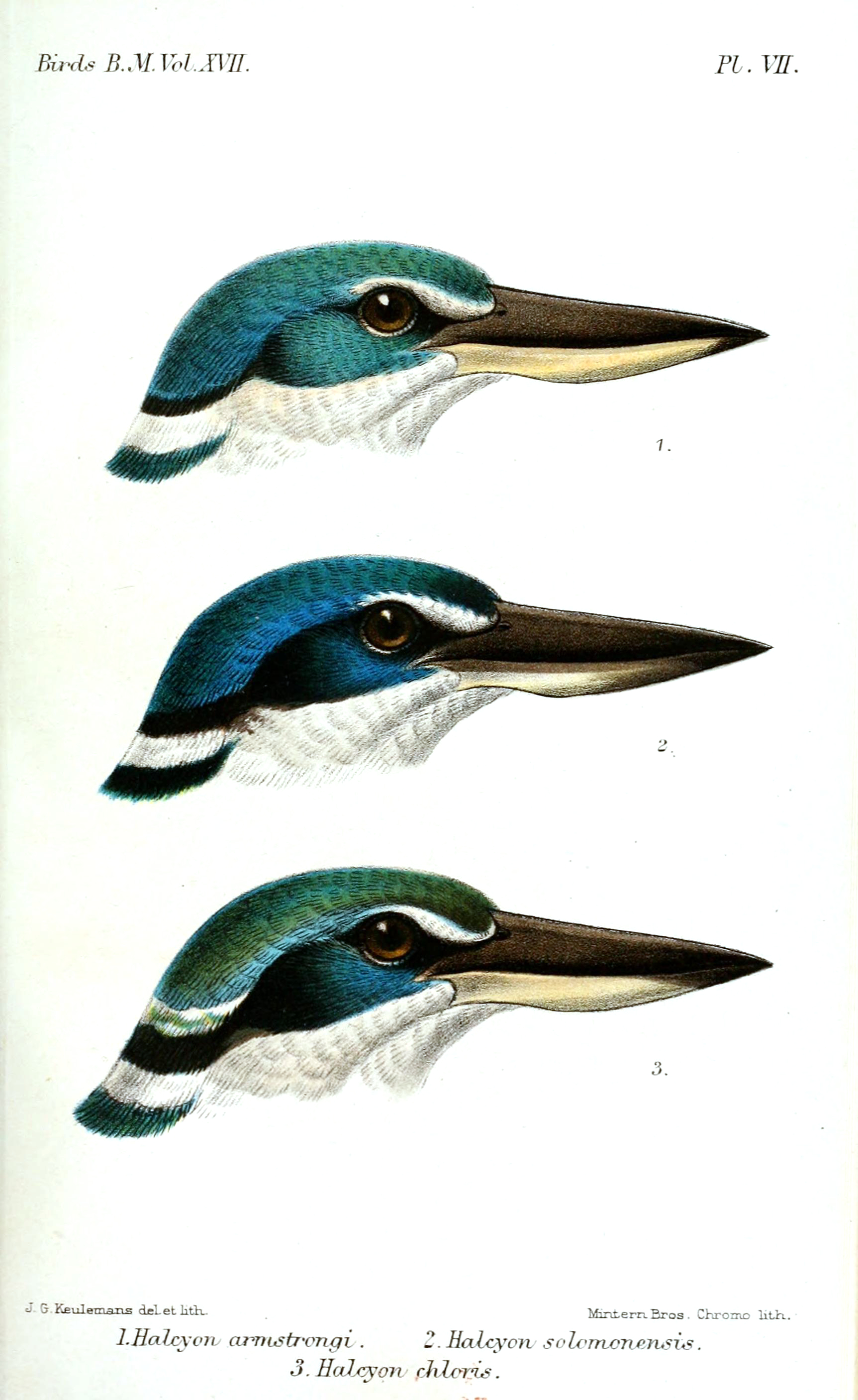
Cabezas de las subespecies: T. c. armstrongi (arriba), T. c. solomonis (medio), T. c. chloris (abajo).

## Distribución y hábitat
Es más común en zonas costeras, especialmente en los manglares pantanosos. También habitan en tierras de cultivo, bosques abiertos, herbazales y parques. En algunas partes de su área de distribución, especialmente en las islas, pueden encontrarse más tierra adentro en bosques y zonas montañosas. Estas aves a menudo se observan posadas en lugares muy visibles como cables, rocas y ramas desnudas.
La subespecie que se encuentra más al oeste es T. c. abyssinica del noreste de África que se encuentra en los manglares de Eritrea, también registrado en Sudán y Somalia. Más al este en Arabia está la subespecie T. c. kalbaensis, en peligro de extinción con una población de 55 parejas. Esta casi confinado en Khor Kalba en los Emiratos Árabes Unidos aunque se ha registrado recientemente su reproducción también en Khor Shinass en Omán. Las siguientes subespecies se encuentran en las costas de la India y Bangladés y las islas Andamán y Nicobar. La especie es común en el sudeste asiático e Indonesia y se encuentra bastante tierra adentro en algunas regiones. Una vez más vuelve a ser una especie principalmente costera en Nueva Guinea y el norte de Australia, donde se encuentra en Shark Bay, Australia Occidental hasta el noreste de Nueva Gales del Sur. En las islas del Pacífico por lo general es común y se encuentra en una gran variedad de hábitats costeros y de interior, con varias subespecies en el Archipiélago Bismarck, islas Salomón, Vanuatu, Fiyi, Tonga, Samoa Americana, Palaos y las islas Marianas del Norte.

### Lista de subespecies
Hay muchas subespecies a lo largo del extenso área de distribución costero e insular que va desde del mar Rojo hasta la Polinesia central, con una gran concentración de taxones en Melanesia:

#### Mar Rojo y costas de Arabia
- T. c. abyssinicus (Pelzeln, 1856) – en las costas del sur del mar Rojo de Somalia y Arabia
- T. c. kalbaensis (Cowles, 1980) – en las costas del sur de Arabia

#### India y océano Índico
- T. c. vidali (Sharpe, 1892) – India occidental desde Ratnagiri a Kerala.
- T. c. davisoni (Sharpe, 1892) – islas Andaman
- T. c. occipitalis Blyth, 1846 – islas Nicobar

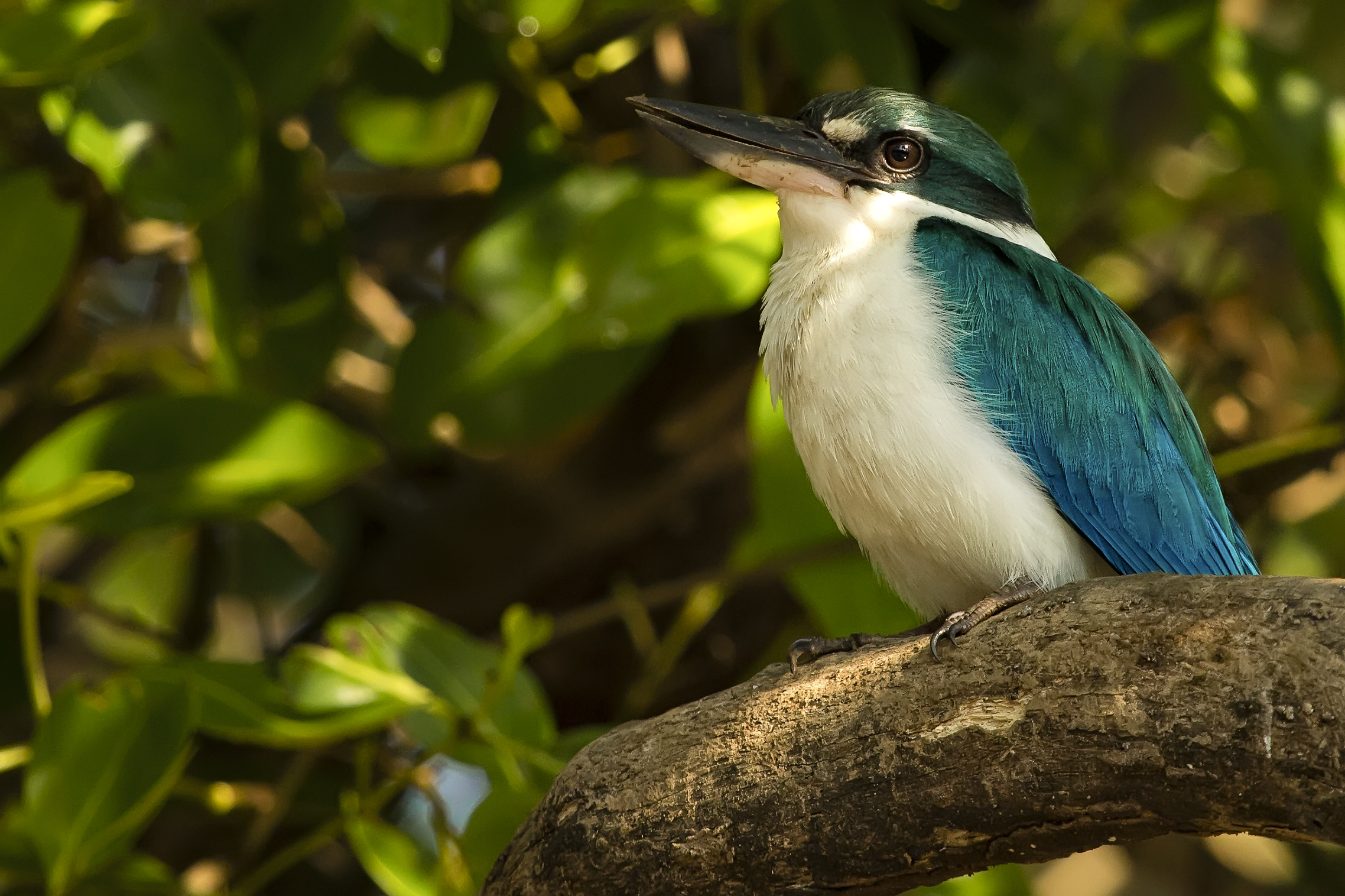
Individuo en el río Zuari, Goa, India

#### Sudeste asiático
- T. c. humii (Sharpe, 1892) – costas desde Bengala Occidental hacia este por Birmania (incluido el Archipiélago de Mergui), la península malaya, Tioman hasta el noreste de Sumatra.
- T. c. armstrongi (Sharpe, 1892) – interior de Birmania y Tailandia, Indochina y el este de China
- T. c. laubmannianus (Grote, 1933) – Sumatra and Borneo, including intervening islands.
- T. c. chloropterus (Oberholser, 1919) – islas frente a las costas de Sumatra occidental
- T. c. azelus (Oberholser, 1919) – Enggano
- T. c. palmeri (Oberholser, 1919) – Java, Bali, Bawean y las islas Kangean
- T. c. collaris (Scopoli, 1786) – Filipinas

#### Wallacea, Nueva Guinea y norte de Australia

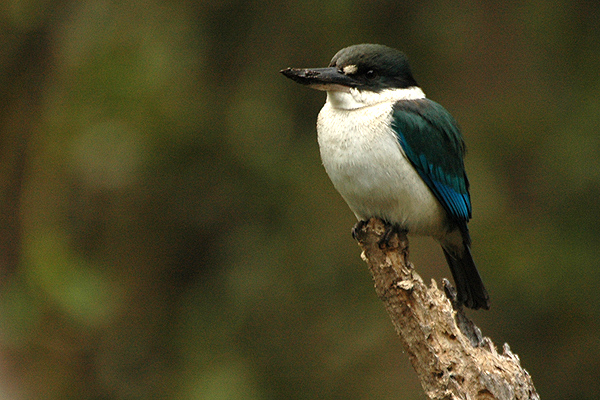
Ejemplar de T. c. sordidus en Australia.

- T. c. chloris (Boddaert, 1783) – Talaud, Islas Sangihe, Célebes, islas menores de la Sonda, islas de Guinea occidental y el noroeste de Nueva Guinea
- T. c. sordidus (Gould, 1842) – islas Aru, y las costas del norte y noreste de Australia
- T. c. pilbara (Johnstone, 1983) – costas de Australia noroccidental desde el río De Grey hasta el golfo Exmouth

#### Micronesia
- T. c. teraokai (Nagamichi Kuroda, 1915) – Palaos
- T. c. owstoni (Rothschild, 1904) – Asunción, Agrihan, Pagan y Almagan
- T. c. albicilla (Dumont, 1823) – Saipan y Tinian
- T. c. orii (Takatsukasa & Yamashina, 1931) – Rota

#### Melanesia
Islas de Papúa Nueva Guinea
- T. c. matthiae (Heinroth, 1902) – islas Mussau
- T. c. nusae (Heinroth, 1902) – Nueva Hanover, Nueva Irlanda y las islas Feni
- T. c. novaehiberniae (Hartert, 1925) – Nueva Ireland suroccidental.
- T. c. bennetti (Ripley, 1947) – islas Nissan
- T. c. stresemanni (Laubmann, 1923) – islas entre Nueva Guinea y Nueva Bretaña
- T. c. tristrami (E. L. Layard, 1880) – Nueva Bretaña
- T. c. colonus (Hartert, 1896) – Archipiélago de las Luisiadas

Islas Salomón
- T. c. alberti (Rothschild & Hartert, 1905) – islas Salomón centrales y occidentales
- T. c. pavuvu (Mayr, 1935) – Pavuvu
- T. c. mala (Mayr, 1935) – Malaita
- T. c. solomonis (E. P. Ramsay, 1882) – Makira e islas adyacentes
- T. c. sororum (I. C. J. Galbraith & E. H. Galbraith, 1962) – Malaupaina y Malaulalo
- T. c. amoenus (Mayr, 1931) – Rennell y Bellona
- T. c. ornatus (Mayr, 1931) – Nendö y Tinakula
- T. c. brachyurus (Mayr, 1931) – islas Reef
- T. c. vicina (Mayr, 1931) – islas Duff
- T. c. utupuae (Mayr, 1931) – Utupua
- T. c. melanodera (Mayr, 1931) – Vanikoro

Vanuatu

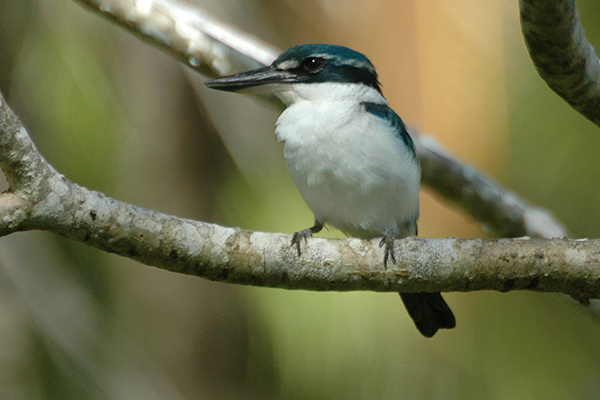
Macho en Fiyi.

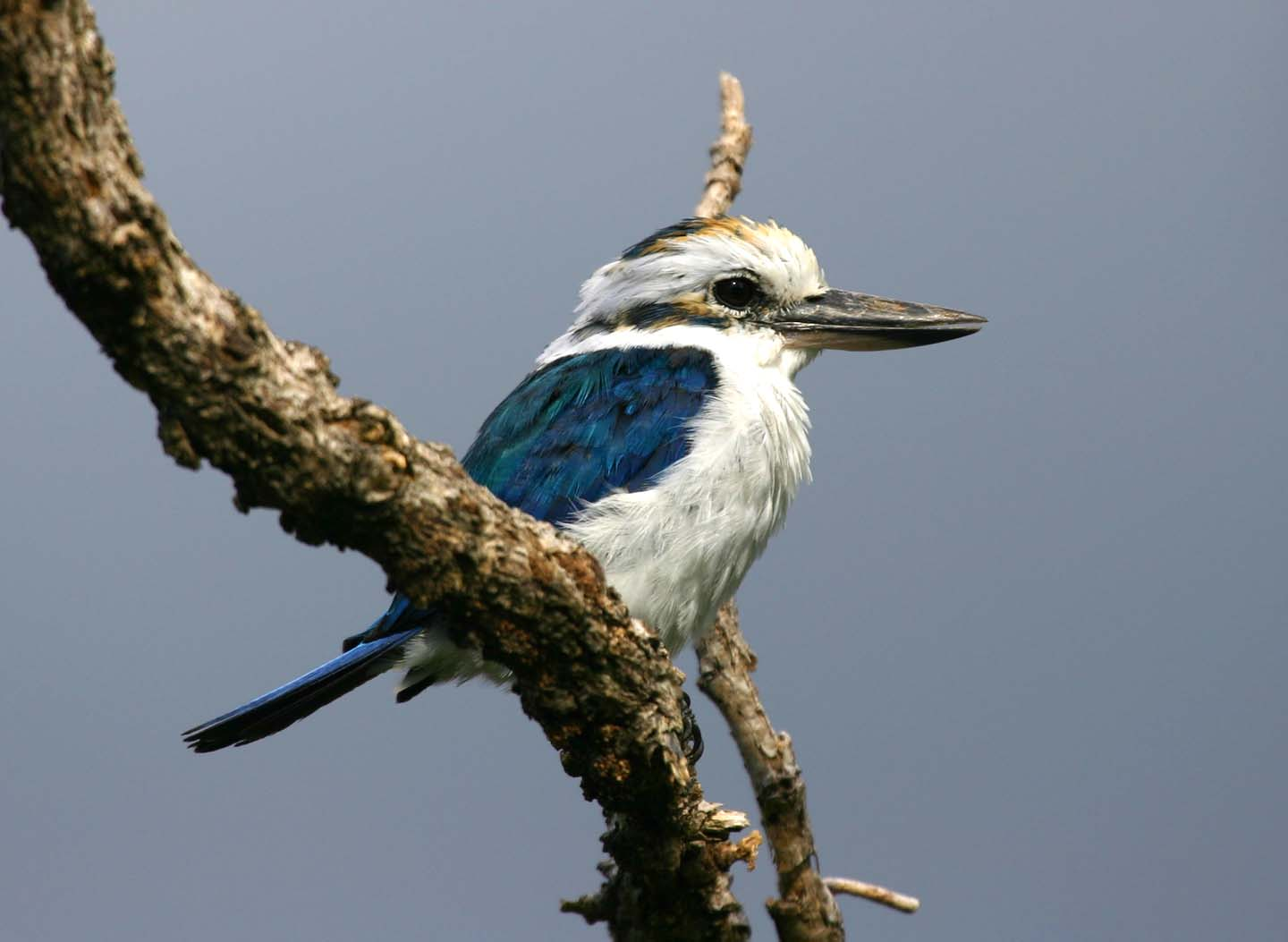
T. c. pealei en Samoa americana

- T. c. torresianus (Mayr, 1931) – Hiw y Lo
- T. c. santoensis (Mayr, 1931) – islas Banks al sur de Espíritu Santo y Malo
- T. c. juliae (Heine, 1860) – Aoba y Maewo hacia el sur hasta Efate
- T. c. erromangae (Mayr, 1938) – Erromango y Anatom
- T. c. tannensis (Sharpe, 1892) – Tanna

Fiyi
- T. c. vitiensis (Peale, 1848) – Vanua Levu, Taveuni, Viti Levu, Koro, Ovalau y Gau
- T. c. marinus (Mayr, 1941) – slas Lau
- T. c. eximius (Mayr, 1941) – Kadavu

#### Polinesia
- T. c. regina (Mayr, 1941) – Futuna
- T. c. pealei (Finsch & Hartlaub, 1867) – Tutuila
- T. c. manuae (Mayr, 1941) – Ofu-Olosega y Ta'u
- T. c. sacer (J. F. Gmelin, 1788) – islas centrales y del sur de Tonga

## Alimentación

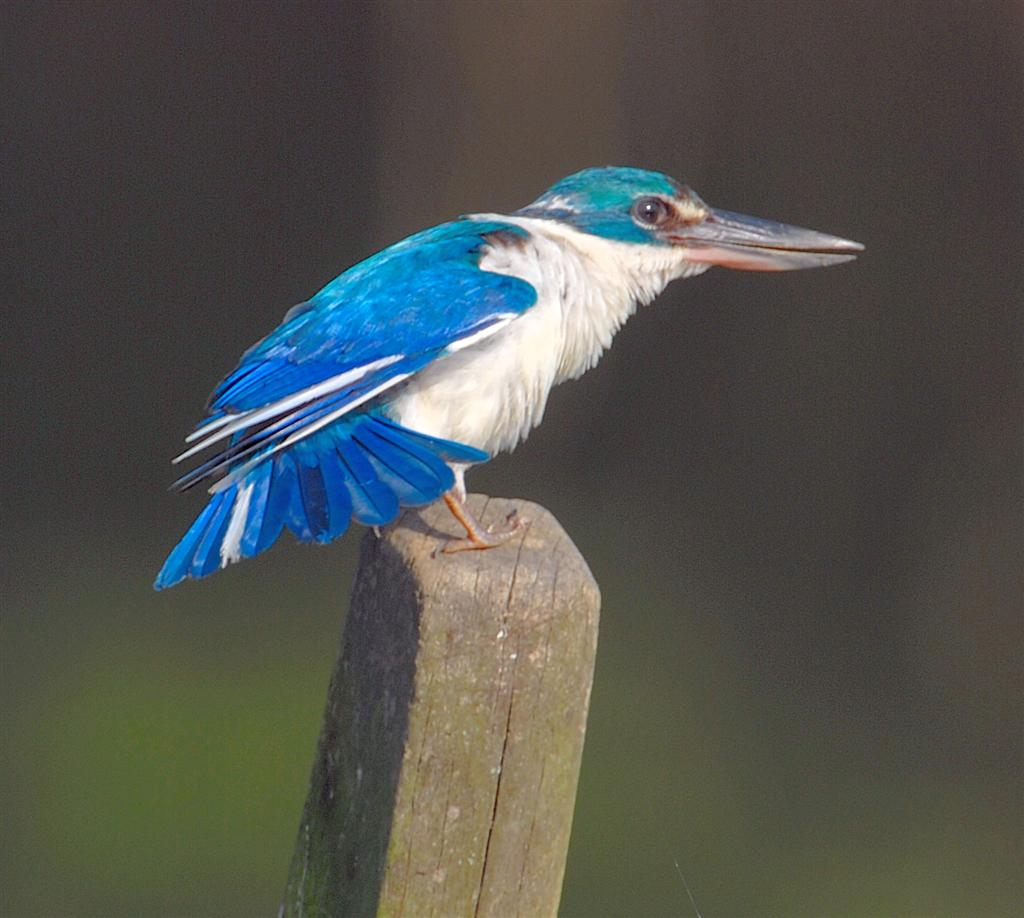
Acicalándose en el posadero.

Los cangrejos pequeños son su alimento favorito en las regiones costeras, pero atrapan una gran variedad de animales incluidos los insectos, lombrices, caracoles, gambas, ranas, lagartijas y peces pequeños. Estas aves se posan casi sin moverse durante largo tiempo esperando que aparezcan presas. Cuando las localizan se lanzan a por ellas y vuelven a su posadero para golpear a su presa contra la rama cuando es de gran tamaño. Regurgitan cualquier resto no digerible en forma de egagrópila.

## Reproducción
Anidan en cavidades, que pueden ser huecos naturales de los árboles o madrigueras excavadas por ellos mismos en troncos podridos, termiteros o taludes arenosos. También pueden ocupar huecos de pájaros carpinteros. Las hembras suelen poner de dos a siete huevos blanquecinos directamente sobre el suelo de la madriguera. Ambos padres se encargan de incubar los huevos y alimentar a los polluelos. Los pollos tardan unos 44 días en desarrollarse y dejar el nido. Suelen criar dos nidadas cada temporada.